# Каліновиці (Опольське воєводство)
Каліновиці (пол. Kalinowice, нім. Kalinowitz) — село в Польщі, у гміні Стшельці-Опольські Стшелецького повіту Опольського воєводства.
Населення — 425 осіб (2011).

## Демографія
Демографічна структура станом на 31 березня 2011 року:
|          | Загалом | Допрацездатний вік | Працездатний вік | Постпрацездатний вік |
| -------- | ------- | ------------------ | ---------------- | -------------------- |
| Чоловіки | 208     | 44                 | 135              | 29                   |
| Жінки    | 217     | 44                 | 118              | 55                   |
| Разом    | 425     | 88                 | 253              | 84                   |